# Sciatalgia
In medicina per sciatalgia o sciatica si intende un dolore che si estende alla gamba partendo dalla parte bassa della schiena. Questo dolore può estendersi alla parte posteriore, esterna o anteriore della gamba. Tipicamente, questi sintomi appaiono solo su un lato del corpo. Alcune cause, tuttavia, possono provocare dolore su entrambi i lati. A volte, ma non sempre, è presente anche il mal di schiena e lombalgia. Sintomi neurologici come debolezza anche cronica o intorpidimento possono verificarsi in varie parti della gamba e del piede (es. piede cadente o discinesie).
La causa primaria è una radicolopatia, o meno frequentemente una mielopatia o una neuropatia, ai danni della radice del nervo ischiatico, dovute a diversa origine: circa il 90% dei casi di sciatica sono dovuti ad una ernia del disco che, premendo su una delle vertebre lombari o sulle radici del nervo sacrale, comprimono il nervo stesso compromettendone la funzionalità. Altre patologie che possono portare alla sciatica includono la spondilolistesi, la stenosi spinale, la sindrome del piriforme, la spondilosi vertebrale, la spondilite anchilosante, tumori pelvici, lesioni spinali, infezioni dei dischi vertebrali e compressione dovuta alla testa di un feto durante la gravidanza. Può comparire nelle prime fasi della sindrome della cauda equina.
Il test della sensibilizzazione della gamba è spesso utile nella diagnosi. Il test è positivo se, quando la gamba viene sollevata mentre una persona è sdraiata sulla schiena, il dolore appare sotto il ginocchio. Nella maggior parte dei casi non è necessario ricorrere all'imaging biomedico. Le eccezioni a questo test avvengono quando vi è influenzato l'intestino o la funzionalità della vescica, quando vi è una significativa perdita di sensibilità o debolezza, quando i sintomi persistono per lungo tempo o vi è una preoccupazione riguardo ad un tumore o a un'infezione. Le condizioni che si possono presentare in modo simile sono le malattie dell'anca.
Il trattamento iniziale è di solito effettuato grazie alla somministrazione di farmaci per il dolore. In generale si raccomanda che le persone continuino con le loro attività al meglio delle loro capacità. Spesso tutto ciò che è necessario è il tempo e in circa il 90% delle persone il problema si risolve in meno di sei settimane. Se il dolore è grave e dura per più di sei settimane, allora la chirurgia può essere un'opzione. Mentre la chirurgia spesso accelera il miglioramento del dolore, benefici a lungo termine non sono chiari. L'intervento chirurgico può rendersi necessario se si verificano complicanze, come problemi all'intestino o alla vescica. Molti trattamenti, tra cui: steroidi, gabapentin, l'agopuntura, il calore o il ghiaccio e la manipolazione vertebrale hanno poche prove a loro sostegno.
A seconda della definizione, dal 2% al 40% delle persone hanno la sciatica a un certo punto della loro vita. Si presenta più frequentemente tra i 40 e i 50 anni e nel sesso maschile. La condizione è nota fin dai tempi antichi. Il primo uso conosciuto della parola "sciatica" risale al 1451.

## Definizione
Il termine "sciatica" descrive un sintomo, piuttosto che una specifica malattia. Alcuni lo usano per riferirsi a qualsiasi dolore a partire dalla parte bassa della schiena e che scende verso la gamba. Altri usano un termine più specifico per indicare una disfunzione dei nervi causata dalla compressione di una o più radici nervose lombari o sacrali, o da un'ernia del disco. Il dolore si verifica in genere lungo un dermatomero e va sotto il ginocchio verso il piede. Essa può essere associata a disfunzione neurologica, come la debolezza. Il dolore è tipicamente simile alla sensazione di tiro, viaggiando rapidamente lungo il corso del nervo.
Benché la sciatica sia una forma relativamente comune di dolore in basso alla schiena e di dolore monolaterale alle gambe, il significato vero del termine è spesso frainteso. Il termine sciatica definisce un insieme di sintomi piuttosto che una vera e propria diagnosi sulla vera natura dell'agente che irrita la radice del nervo, causando il dolore. Questo punto è importante, perché il trattamento per sciatica o per le sindromi sciatiche sarà spesso diverso, in funzione dalla causa sottostante dei sintomi.
Generalmente, il dolore viaggia dalla parte posteriore della coscia fino al retro dello stinco e può estendersi anche verso l'alto, fino all'anca oppure giù fino al piede. Oltre al dolore, ci può essere sensazione di torpore e la difficoltà nel muovere o controllare la gamba. Di solito, la sintomatologia dolorosa è percepita da un solo lato del corpo.

## Epidemiologia
A seconda di come si definisce, dal 2% al 40% delle persone accusano la sciatica a un certo punto della loro vita. È più frequente negli uomini rispetto alle donne e tra i 40 e i 50 anni di età.

## Eziologia

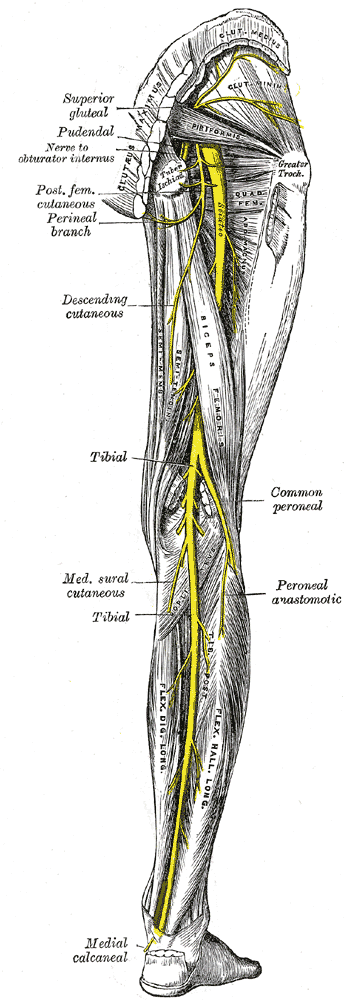
Il nervo ischiatico, formato da fibre provenienti da tutti i nervi del plesso lombosacrale (L4, L5, S1, S2, S3), si dirama nel nervi peroneo, surale e tibiale, che innervano i muscoli degli arti inferiori come il quadricipite, il retto femorale, il gastrocnemio, il tibiale anteriore-posteriore e i muscoli del piede (es. estensore lungo delle dita, estensore breve dell'alluce...). Essi possono essere soggetti a sciatica.

La sciatica è generalmente causata dalla compressione di una radice di un nervo spinale lombare, e, di gran lunga meno comunemente, per la compressione del nervo sciatico propriamente detto. La "vera" sciatica, quindi, è causata dalla compressione (alla radice nervo) che si presenta come una radiculopatia (oppure come una radicolite quando l'affezione accompagnata da una risposta infiammatoria) lombare, causata da una ernia spinale, (che si ha quando un disco intervertebrale fuoriuscendo dalla sua sede nella colonna vertebrale va a comprimere una radice nervosa) da una compressione o per vari motivi che rendono "ruvidi" i movimenti oppure ampliano e/o disallineano le vertebre (affezione nota come spondilolistesi) premendo sui nervi; anche la degenerazione dei dischi intervertebrali può causare la sciatica.
Causa di circa il 90% dei casi di sciatica (secondo la MRI) è l'ernia del disco spinale, che preme sul nervo sciatico. I dischi intervertebrali sono composti di una cartilagine spongiforme con un centro liquido. I dischi separano le vertebre, e dunque permettono l'esistenza di uno spazio che consente al nervo sciatico di uscire correttamente attraverso la parte sacrale del bacino in direzione nella gamba. I dischi agiscono da ammortizzatore per le forze compressive subite dalla colonna, ma sono dei punti deboli che soffrono per la pressione applicata durante movimenti rotazionali. Questa è la ragione che spiega perché una persona che si piega da un lato, con un angolo sfavorevole, per raccogliere un foglio di carta può più probabilmente avere un'ernia discale rispetto ad una persona che cade da una scala e che atterra sul sedere. La compressione del nervo sciatico da un disco erniato si verifica quando il centro liquido del disco protrude esternamente, strappando l'anello esterno fibroso ed infiammandosi con un gonfiore esagerato sulla radice del nervo, causando così la sciatalgia.
La sciatalgia può anche manifestarsi durante la gravidanza avanzata, primariamente come risultato della compressione esercitata dall'utero sul nervo sciatico, e secondariamente, per la tensione muscolare e/o la compressione vertebrale conseguente al dover costantemente sopportare il peso extra costituito dal feto, oltre alla postura propria della gravidanza avanzata.
La "pseudo-sciatica" o "sciatalgia tronca", che causa sintomi simili alla compressione della radice dei nervi spinali, è causato dalla compressione di sezioni periferiche del nervo, di solito per tensioni tissutali esercitate dal muscolo piriforme o altri muscoli correlati. Una possibile causa di questo è la sindrome del piriforme (PMID 17030664). In questa condizione, il muscolo piriforme, che si trova sotto i muscoli glutei, si contrae spasmodicamente e soffoca il nervo sciatico sottostante al muscolo. Un'altra causa di sintomi sciatici è disfunzione dell'articolazione sacro-iliaca. Abitudini posturali malsane, come lo stare troppo tempo seduti in sedie rigide, oppure il dormire nella posizione fetale, unito al fatto di "stirare i muscoli" (stretching) insufficientemente ed al poco esercizio di rilevanti aree mio-fasciali, possono condurre a problemi sia vertebrali che del tessuto molle che spesso si associano alla sciatica.
Un'altra fonte di sintomi sciatici è l'attivazione di punti "grilletto" attivi della parte inferiore della schiena e dei muscoli glutei. In questo caso, il dolore riferito non è infatti, conseguente alla compressione del nervo sciatico, anche se la distribuzione del dolore per le natiche e per la gamba è simile. I punti "grilletto" (trigger points) si attivano quando i muscoli vanno incontro a ischemia (basso afflusso di sangue) per lesioni (stiramenti) o per la contrazione muscolare cronica. I muscoli associati più comunemente con i punti "grilletto" che innescano sintomi sciatici sono: il quadrato dei lombi, il gluteo medio, il gluteo minimo e il rotatore profondo dell'anca.
Altre cause di compressione spinale includono la stenosi del canale vertebrale, una condizione nella quale il canale vertebrale (attraverso il quale la colonna vertebrale si snoda) si restringe e comprime il midollo spinale. Questa strozzatura può far diminuire lo spazio disponibile per il nervo sciatico ad uscire correttamente, stringendolo e irritandolo con l'attrito.

## Diagnosi
La diagnosi di sciatica viene solitamente formulata per mezzo di un esame fisico e dalla storia dei sintomi. In generale, se una persona riporta il tipico dolore che si irradia in una gamba, così come una o più indicazioni neurologiche di tensione della radice nervosa o deficit neurologico, la sciatica può essere diagnosticata.

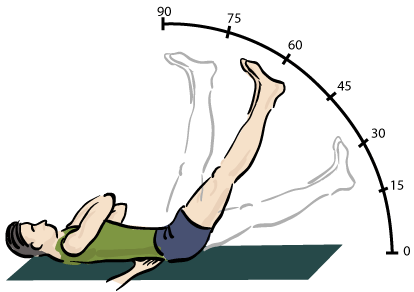
Il segno di Lasègue o test dell'alzamento della gamba è solitamente positivo nell'ernia del disco lombare e nella sciatica, dove il movimento mostrato provoca dolore.

Il test diagnostico più applicato è il segno di Lasègue che si verifica con l'alzamento della gamba, che è considerato positivo se il dolore del nervo sciatico appare con una flessione passiva di 30 e 70 gradi della gamba diritta. Mentre questo test risulta positivo in circa il 90% delle persone con la sciatica, circa il 75% delle persone positive sono sane.
Esami di imaging biomedico, come la tomografia computerizzata o l'imaging a risonanza magnetica, può aiutare con la diagnosi di ernia del disco lombare. L'utilità della neurografia a risonanza magnetica nelle diagnosi di sindrome del piriforme è controversa.
L'elettromiografia mostra tipicamente segni di sofferenza neurogena cronica o acuta, di tipo pregangliare, nei muscoli interessati dal nervo sciatico e/o dalle sue derivazioni, senza diminuzione della velocità di conduzione nervosa periferica.
La diagnosi differenziale è con l'infiammazione dovuta a herpes zoster o a malattie del sistema nervoso centrale.
Possono essere presenti delle cause di dolore al nervo sciatico non provenienti da patologie del sistema osteo-articolare, ma ad esempio dell’apparato muscolare.
Ne è un esempio la cosiddetta sindrome del piriforme. Il muscolo piriforme è localizzato in profondità nell’area della natica, collegando l’osso sacro al grande trocantere, sporgenza presente sul femore.

## Trattamento
Quando la causa della sciatica è l'ernia del disco lombare, la maggior parte dei casi si risolvono spontaneamente nel corso di settimane o di qualche mese, con la disidratazione spontanea della massa polposa fuoriuscita, potendo però perdurare alcuni sintomi se le vertebre premono sui nervi. Inizialmente il trattamento dovrebbe essere conservativo. Non sembra esserci una differenza significativa nei risultati finali sia che il paziente rimanga attivo sia che segua le raccomandazioni di riposo a letto. Allo stesso modo, la terapia fisica (esercizio fisico diretto) non si è dimostrato migliore del riposo a letto.

### Trattamento farmacologico
Frequentemente i farmaci sono prescritti per il trattamento della sciatica, vi sono prove a sostegno degli antidolorifici. In particolare, i FANS sembrano migliorare il dolore immediato e tutti i FANS appaiono circa equivalenti nella loro efficacia. Vi sono ottime evidenze anche per l'uso di oppioidi e miorilassanti con mezzi usuali. In coloro con sciatica a causa della sindrome del piriforme, le iniezioni di tossina botulinica possono migliorare il dolore e la funzionalità. Vi sono prove anche per l'efficacia degli steroidi, sia per via epidurale o per os. Alcuni evidenze supportano l'uso del gabapentin per alleviare il dolore acuto nei pazienti con sciatica cronica.

### Chirurgia
La chirurgia per sciatica unilaterale comporta la rimozione di una parte del disco intervertebrale, una procedura conosciuta come discectomia. Sebbene in genere si hanno benefici a breve termine, quelli a lungo termine sembrano essere equivalenti all'approccio conservativo. Il trattamento della causa sottostante della compressione è necessaria in caso di ascesso epidurale, tumori epidurali e sindrome della cauda equina.

### Medicina alternativa
Evidenze di bassa o moderata qualità suggeriscono che la manipolazione spinale sia un trattamento efficace per la sciatica acuta. Per la sciatica cronica, le prove sono scarse. La manipolazione spinale è stata trovata generalmente sicura per il trattamento del dolore correlato al disco; tuttavia, si è trovata una associazione con la sindrome della cauda equina ed è controindicata in presenza di deficit neurologici progressivi.